# Сансе, Жозеф
Жан Жозеф Сансе (фр. Jean Joseph Sancey; 1758—1816) — французский военный деятель, полковник (1 год), участник революционных и наполеоновских войн.

## Биография
Родился в семье Жозефа Сансе (фр. Joseph Sancey) и его супруги Катрин Карруж (фр. Catherine Carrouge).
На службу поступил 20 сентября 1775 года солдатом полка Бассиньи. 1 апреля 1788 года вышел в отставку в звании старшего сержанта. Он возобновил службу 23 февраля 1790 года рядовым в 24-м пехотном полку, а 1 января 1791 года стал капралом. 16 сентября 1791 года присоединился ко 2-му Мозельскому добровольческому батальону, который позднее влился в состав 84-й полубригады линейной пехоты. 21 сентября 1791 года он восстановил свои сержантские нашивки, затем 21 января и 21 марта 1792 года - старший сержант и аджюдан. 11 октября 1792 года он был избран товарищами командиром 2-го Мозельского батальона. 22 ноября 1796 года в Келе генерал Лекурб поручил ему идти во главе колонны из 6 гренадерских рот, чтобы на рассвете атаковать вражеские окопы. Он бросился первым в редут, взял несколько орудий и гаубиц, последовательно выбивая неприятеля из укреплений, дошёл до последнего, несмотря на отчаянный огонь австрийцев. На следующий день, назначенный для проведения новой атаки, он продвинулся в полном порядке, несмотря на огонь неприятельских батарей, во главе гренадеров он опрокинул несколько постов и более часа поддерживал огонь батарей и прикрывавшей их пехоты.
Он был произведён в полковники 23 июня 1799 года, и возглавил 84-ю полубригаду. Русские, перейдя Альпы, вышли в Муттентальскую долину, когда он получил в ночь с 29 на 30 сентября приказ атаковать врага на следующий день в полдень. Не забывая о том, что он имеет дело с превосходящими силами, Сансе энергично атаковал авангард противника, который без поддержки армейского корпуса, находившегося поблизости, был вынужден отойти к Альпам. Атакуемый в свою очередь, он упорно защищался в течение остальной части дня и ночи, что позволило генералу Молитору получить часть подкрепления, которого он ждал несколько дней. 1 октября русская армия атаковала, и после ожесточённого боя Сансе был вынужден отступить. Он отходил в полном порядке, и сумел присоединиться к генералу Молитору в долине Гларис, где французы остановили продвижение русской армии. Во время боя он был тяжело ранен выстрелом в левое бедро.
27 июня 1800 года под Нойанбургом во главе батальона своей полубригады он атаковал неприятеля, занявшего позицию в лесу, опрокинул его и преследовал до батарей, поставленных на углу другого небольшого леса, где также был спрятан очень многочисленный отряд. Неожиданно атакованный, Сансе выдержал удар, однако вынужден был отступить, прежде чем снова атаковать с большей стремительностью. Позиция несколько раз переходила из рук в руки. Однако, Жозеф не получил подкрепления, и ему ничего не оставалось, как начать отход. Затем прикрывал отступление своей дивизии.
С 1803 года служил в лагере Утрехта. 4 февраля 1804 года женился в Генте на Жанне Пеле (фр. Jeanne Josephine Peleys; 1783—). В браке родились:
- дочь Луиза (фр. Louise Emelie Jeanne Sancey; 1804—),
- сын Жан (фр. Jean Joseph Achile Sancey; 1808—)[1].

В 1805 году в составе пехотной дивизии Груши участвовал в Австрийской кампании. 25 апреля 1808 года он был назначен командиром временного полка в Испании, а в августе следующего года служил в дивизии генерала Лефевра в Миранде. Перейдя в 3-й корпус Армии Испании, он продолжал поход до 18 апреля 1810 года, когда был отправлен в отставку.
Он умер 5 апреля 1816 года в Париже.

## Награды
Легионер ордена Почётного легиона (11 декабря 1803 года)
 Офицер ордена Почётного легиона (14 июня 1804 года)